# Federalberghi
Federalberghi è un'associazione di categoria che rappresenta gli interessi delle imprese alberghiere in Italia. Il Presidente è Bernabò Bocca e il  Direttore Generale di Federalberghi è Alessandro Massimo Nucara.
Da oltre cento anni Federalberghi è l'organizzazione nazionale maggiormente rappresentativa degli albergatori italiani.
Federalberghi rappresenta le esigenze e le proposte delle imprese alberghiere nei confronti delle istituzioni e delle organizzazioni politiche, economiche e sindacali.
Federalberghi si propone di valorizzare gli interessi economici e sociali degli imprenditori turistici e di favorire il riconoscimento del loro ruolo sociale, l'affermazione dell'economia turistica, la promozione dell'offerta turistico ricettiva nazionale.
Federalberghi stipula contratti nazionali di lavoro, svolge e patrocina attività scientifica per l'analisi del settore, promuove la formazione imprenditoriale degli associati, assiste e coordina il sistema organizzativo a livello territoriale ed a quello regionale nelle attività di tutela delle imprese.
La Federalberghi aderisce a livello nazionale alla Confcommercio (Confederazione Generale Italiana del Commercio, del Turismo e dei Servizi) organizzazione delle imprese del settore terziario e ne rappresenta insieme a FAITA, Fiavet, FIPE e Rescasa il settore turismo (Confturismo).
L'associazione pubblica la newsletter Faiat flash e il periodico Il futurista, a cura del Centro di Formazione Management del Terziario. Entrambe le riviste sono gratuite.